# Qualificatórias para a Liga dos Campeões da Europa de Voleibol Feminino de 2019-20
A qualificação para o torneio principal da Liga dos Campeões da Europa de Voleibol Feminino de 2019-20 foi realizada desde 9 a 31 de outubro de 2019. Sete equipes participaram desta etapa.Durante a qualificação, os vencedores continuaram avançando até que as 2 últimas equipes se juntaram às 18 equipes que já conquistaram a vaga direta a fase principal, conforme o ranqueamento obtido nas Copas Europeias. Todas as cinco equipes que não avançaram na qualificação foram distribuídas na Copa CEV de 2019–20.

## Equipes participantes
O resultado do sorteio foi divulgado 26 de junho de 2019 em Luxemburgo (cidade).
| Posição | País                 | Vagas | Equipe (s)                 |
| ------- | -------------------- | ----- | -------------------------- |
| 11      | Chéquia              | 1     | VK UP Olomouc1             |
| 16      | Hungria              | 1     | Vasas SC0                  |
| 17      | Bósnia e Herzegovina | 1     | ŽOK Bimal-Jedinstvo Brčko0 |
| 20      | Ucrânia              | 1     | VK Chimik0                 |
| 22      | Montenegro           | 1     | ŽOK Luka Bar0              |
| 25      | Albânia              | 1     | KV Tirana0                 |
| 29      | Croácia              | 1     | Mladost Zagreb0            |

0.↑ Ingressou na Segunda fase.
1.↑ Ingressou na Terceira fase.

## Primeira fase
Não foi disputada.

## Segunda fase
Nesta etapa participaram 6 equipes.Os vencedores avançaram a Terceira Fase e os eliminados para a Copa CEV de Voleibol Feminino de 2019-20
| Equipe 1       | Total | Equipe 2                  | 1.º jogo | 2.º jogo   |
| -------------- | ----- | ------------------------- | -------- | ---------- |
| Mladost Zagreb | 3–32  | VK Chimik                 | 3–0      | 0–3 (8–15) |
| KV Tirana      | 5–1   | ŽOK Bimal-Jedinstvo Brčko | 3–1      | 3–2        |
| ŽOK Luka Bar   | 0–6   | Vasas SC                  | 0–3      | 0–3        |

2.↑ Golden set

### Jogos de ida
| Data  | Hora  |                  | Placar |                           | Set 1 | Set 2 | Set 3 | Set 4 | Set 5 | Total | Relatório |
| ----- | ----- | ---------------- | ------ | ------------------------- | ----- | ----- | ----- | ----- | ----- | ----- | --------- |
| 8 out | 18:00 | ŽOK Luka Bar     | 0–3    | ' Vasas SC'               | 12–25 | 17–25 | 7–25  |       |       | 36–75 | 36–75     |
| 9 out | 18:00 | 'KV Tirana'      | 3–1    | ŽOK Bimal-Jedinstvo Brčko | 15–25 | 25–22 | 25–20 | 25–20 |       | 90–87 | 90–87     |
| 9 out | 20:00 | 'Mladost Zagreb' | 3–0    | VK Chimik                 | 25–17 | 25–17 | 27–25 |       |       | 77–59 | 77–59     |

### Jogos de volta
| Data   | Hora       |                           | Placar |                | Set 1 | Set 2 | Set 3 | Set 4 | Set 5 | Total   | Relatório |
| ------ | ---------- | ------------------------- | ------ | -------------- | ----- | ----- | ----- | ----- | ----- | ------- | --------- |
| 15 out | 18:00      | VK Chimik                 | 3–0    | Mladost Zagreb | 25–23 | 25–23 | 25–21 |       |       | 75–67   | 75–67     |
| -->    | Golden set | VK Chimik                 | 1–0    | Mladost Zagreb | 15–8  | -     | -     | -     | -     | 15–8    | 15–8      |
| 16 out | 19:00      | ŽOK Bimal-Jedinstvo Brčko | 2–3    | KV Tirana      | 21–25 | 25–19 | 18–25 | 25–21 | 13–15 | 102–105 | 102–105   |
| 15 out | 19:00      | 'Vasas SC'                | 3–0    | ŽOK Luka Bar   | 25–10 | 25–19 | 25–16 |       |       | 75–45   | 75–45     |

## Terceira fase
Nesta etapa participaram 4 equipes.Os vencedores avançaram a fase de grupos do torneio principal e os eliminados para a Copa CEV de Voleibol Feminino de 2019-20
| Equipe 1      | Total | Equipe 2  | 1.º jogo | 2.º jogo    |
| ------------- | ----- | --------- | -------- | ----------- |
| VK UP Olomouc | 3–33  | VK Chimik | 2–3      | 3–2 (13–15) |
| Vasas SC      | 6–0   | KV Tirana | 3–0      | 3–0         |

3.↑ Golden set

### Jogos de ida
| Data   | Hora  |               | Placar |              | Set 1 | Set 2 | Set 3 | Set 4 | Set 5 | Total  | Relatório |
| ------ | ----- | ------------- | ------ | ------------ | ----- | ----- | ----- | ----- | ----- | ------ | --------- |
| 22 out | 18:10 | VK UP Olomouc | 2–3    | ' VK Chimik' | 25–22 | 12–25 | 25–23 | 20–25 | 13–15 | 95–110 | 95–110    |
| 23 out | 18:00 | 'Vasas SC'    | 3–0    | KV Tirana    | 25–19 | 25–20 | 25–16 |       |       | 75–55  | 75–55     |

### Jogos de volta
| Data   | Hora       |           | Placar |                  | Set 1 | Set 2 | Set 3 | Set 4 | Set 5 | Total   | Relatório |
| ------ | ---------- | --------- | ------ | ---------------- | ----- | ----- | ----- | ----- | ----- | ------- | --------- |
| 29 out | 18:00      | VK Chimik | 2–3    | ' VK UP Olomouc' | 25–18 | 25–23 | 19–25 | 24–26 | 13–15 | 106–107 | 106–107   |
| -->    | Golden set | VK Chimik | 1–0    | VK UP Olomouc    | 15–13 | -     | -     | -     | -     | 15–13   | 15–13     |
| 31 out | 18:00      | KV Tirana | 0–3    | ' Vasas SC'      | 19–25 | 17–25 | 16–25 |       |       | 52–75   | 52–75     |

## Promoç̴ões
| Posição | País                 | Equipe                    | Promoção                     |
| ------- | -------------------- | ------------------------- | ---------------------------- |
| 1       | Hungria              | Vasas SC                  | Grupo D da Liga dos Campeões |
| 2       | Ucrânia              | VK Chimik                 | Grupo C da Liga dos Campeões |
| 3       | Chéquia              | VK UP Olomouc             | Copa CEV 2019-20             |
| 4       | Albânia              | KV Tirana                 | Copa CEV 2019-20             |
| 5       | Croácia              | Mladost Zagreb            | Copa CEV 2019-20             |
| 6       | Bósnia e Herzegovina | ŽOK Bimal-Jedinstvo Brčko | Copa CEV 2019-20             |
| 7       | Montenegro           | ŽOK Luka Bar              | Copa CEV 2019-20             |